# Hobe Sound
Hobe Sound ist  ein census-designated place (CDP) im Martin County im US-Bundesstaat Florida. Das U.S. Census Bureau hat bei der Volkszählung 2020 eine Einwohnerzahl von 13.163 ermittelt. 

## Geographie
Hobe Sound liegt rund 10 km südlich von Stuart sowie etwa 140 km nördlich von Miami. Der CDP wird vom U.S. Highway 1, von der Florida State Road A1A sowie den Gleisen der Florida East Coast Railway durchquert.

## Demographische Daten
Laut der Volkszählung 2010 verteilten sich die damaligen 11.521 Einwohner auf 7.580 Haushalte. Die Bevölkerungsdichte lag bei 817,1 Einw./km². 89,3 % der Bevölkerung bezeichneten sich als Weiße, 0,7 % als Afroamerikaner, 0,3 % als Indianer und 0,8 % als Asian Americans. 1,5 % gaben die Angehörigkeit zu einer anderen Ethnie und 1,2 % zu mehreren Ethnien an. 5,2 % der Bevölkerung bestand aus Hispanics oder Latinos.
Im Jahr 2010 lebten in 18,4 % aller Haushalte Kinder unter 18 Jahren sowie 45,7 % aller Haushalte Personen mit mindestens 65 Jahren. 59,6 % der Haushalte waren Familienhaushalte (bestehend aus verheirateten Paaren mit oder ohne Nachkommen bzw. einem Elternteil mit Nachkomme). Die durchschnittliche Größe eines Haushalts lag bei 2,10 Personen und die durchschnittliche Familiengröße bei 2,67 Personen.
16,5 % der Bevölkerung waren jünger als 20 Jahre, 14,9 % waren 20 bis 39 Jahre alt, 29,1 % waren 40 bis 59 Jahre alt und 38,9 % waren mindestens 60 Jahre alt. Das mittlere Alter betrug 54 Jahre. 48,8 % der Bevölkerung waren männlich und 51,2 % weiblich.
Das durchschnittliche Jahreseinkommen lag bei 42.706 $, dabei lebten 12,7 % der Bevölkerung unter der Armutsgrenze.
Im Jahr 2000 war englisch die Muttersprache von 94,57 % der Bevölkerung, spanisch sprachen 3,53 % und 2,90 % hatten eine andere Muttersprache.

## Sehenswürdigkeiten
Die Olympia School und der Trapper Nelson Zoo Historic District sind im National Register of Historic Places gelistet.